# Cyrtodactylus lomyenensis
Espèce
Cyrtodactylus lomyenensis est une espèce de geckos de la famille des Gekkonidae.

## Répartition
Cette espèce est endémique de la province de Khammouane au Laos. Elle a été découverte dans la grotte Lomyen.

## Étymologie
Son nom d'espèce, composé de lomyen et du suffixe latin -ensis, « qui vit dans, qui habite », lui a été donné en référence au lieu de sa découverte.

## Publication originale
- Ngo & Pauwels, 2010 : A new cave-dwelling species of Cyrtodactylus Gray, 1827 (Squamata: Gekkonidae) from Khammouane Province, southern Laos. Zootaxa, n. 2730, p. 44–56.